# I Hate Records
I Hate Records ist ein 2000 gegründetes Independent-Label.

## Geschichte
Peter Lidén und Ola Blomkvist gründeten I Hate Records im Jahr 2000. Beide waren zuvor als Musikjournalisten und Fanzineschreiber in der schwedischen Metalszene vernetzt und brachten jeweilige Schwerpunkte in die Ausrichtung des Labels ein. Während Lidén sich für die Akquise von Gruppen aus dem Thrash, Death und Black Metal verantwortlich zeichnete, bemühte sich Blomkvist um Interpreten aus den verschiedenen Spielrichtungen des Doom Metals. Blomkvist gab als Grund zur Initiation des Label an, dass Lidén und ihm darum ging „denjenigen eine Stimme zu geben, die es wirklich verdient haben, durch die Kakophonie polierten und kommerziellen Mists gehört zu werden.“ Entsprechend bezeichnet er den Katalog des Labels als puren Underground.
Als erste Veröffentlichung erschien die Vinyl-EP Hellucination von Sargatanas Reign, einer an Morbid Angel orientierten Death-Metal-Band. In den folgenden Jahren wurde das Label durch Veröffentlichungen von Gruppen wie Jex Thoth, Pagan Altar, Abysmal Grief, SubRosa, Lord Vicar und Evoken zu einem populären Label des Doom-Metal-Spektrums. Im Thrash und Extreme Metal etablierte sich das Label mit Veröffentlichungen von Gruppen wie Nifelheim, Mayhemic Truth, Vulcano, Space Eater und Minotaur.
Im Jahr 2008 beendete Blomkvist seine Teilhabe an I Hate Records aus beruflichen, finanziellen und familiären Gründen. Seither führt Lidén das Label allein.

„[D]as hatte vor allem mit meiner familiären Situation zu tun. Es war einfach nicht mehr möglich, weiter zu machen. Die Probleme waren sehr tiefgreifend und ich konnte mich einfach nicht mehr so um ‚I Hate‘ kümmern, wie ich es mit Blick auf die Bands hätte tun müssen. Sie waren diejenigen, die darunter zu leiden hatten. Ich konnte beides nicht mehr zusammenbringen.… Außerdem habe ich ja einen Vollzeit-Job, denn mit ‚I Hate‘ habe ich keine müde Mark verdient.“

## Geschäftspolitik
Bis zum Ausstieg Blomkvists musste eine geplante Veröffentlichung beide Labelbetreiber überzeugen. Da Lindén und Blomkvist unterschiedliche Interessensschwerpunkte in die Firma einbrachten wurde jede Gruppe vorab, mit der Intention den Gegenüber zu überzeugen, diskutiert. Als Ergebnis dieses anhaltenden Austauschs sieht Blomkvist einen hohen Grat Qualität.
Verträge schließ das Label lediglich für die Veröffentlichung von Alben ab. Die Produktion von kleineren Veröffentlichungen geschieht ohne Verträge in gegenseitigen Einvernehmen. Dabei sei dem Label Vertrauen und Ehrlichkeit in der Kooperation wichtig. So informierten Blomkvist und Lindén die unter Vertrag stehenden Gruppen vorab über die finanziellen Grenzen des Labels.

## Künstler (Auswahl)
- Abysmal Grief
- Antichrist
- The Austrasian Goat
- Count Raven
- Evoken
- Forsaken
- Jex Thoth
- Khazad-dûm
- Lord Vicar
- Mayhemic Truth
- Minotaur
- Nifelheim
- Pagan Altar
- Space Eater
- SubRosa
- Vulcano